# Sebastian Voigt
Sebastian Voigt (* 1978 in Ludwigsburg) ist ein deutscher Historiker.

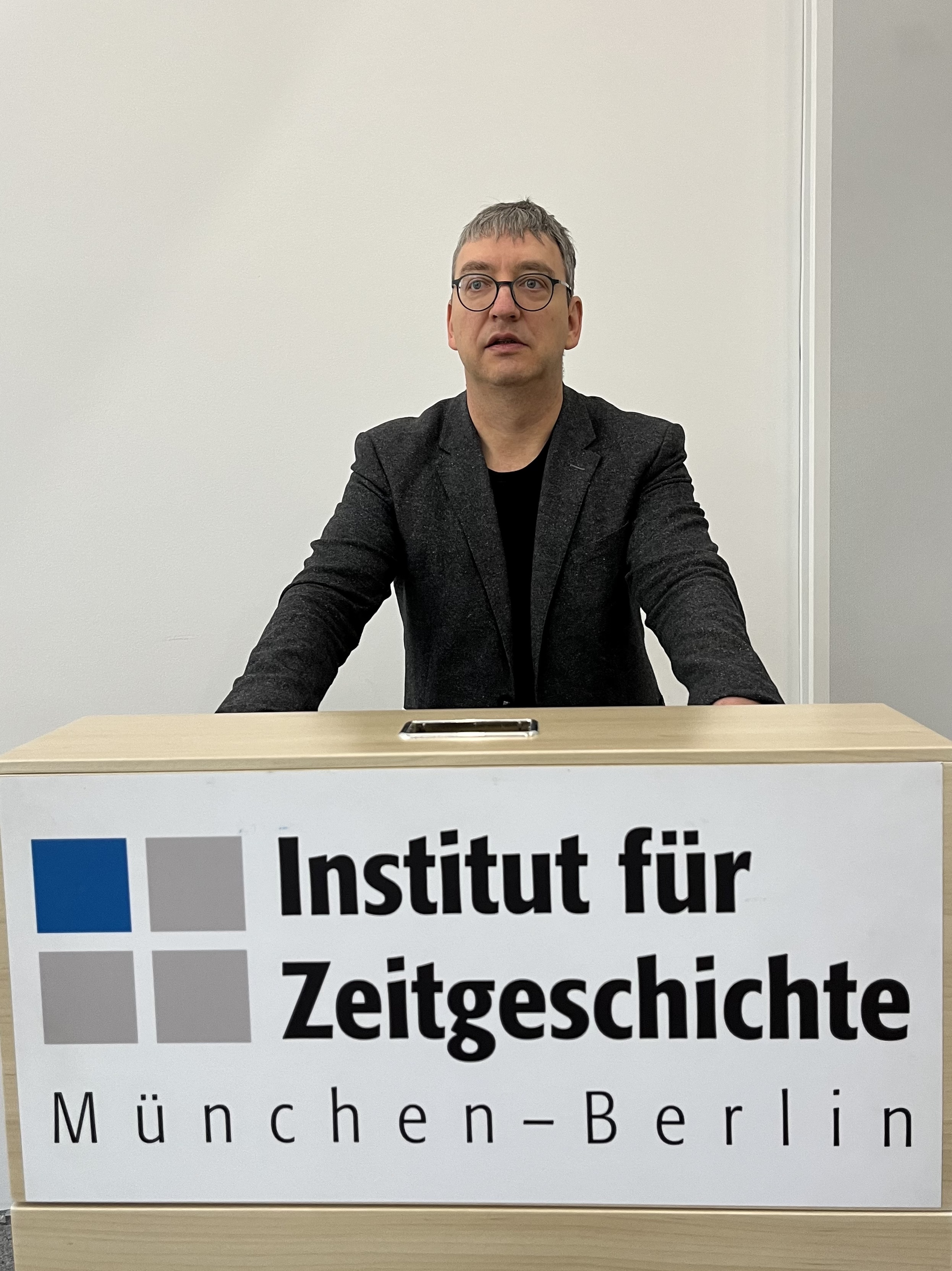
Sebastian Voigt (2023)

## Leben
Sebastian Voigt wuchs in Marbach am Neckar auf. Sein Vater ist der Historiker Johannes H. Voigt. Sebastian Voigt studierte von 2000 bis 2007 Geschichte, Germanistik, Philosophie und Pädagogik an der Albert-Ludwigs-Universität in Freiburg im Breisgau, der University of Massachusetts/Amherst und der Universität Leipzig. 2006 erwarb er den Magister artium und legte 2007 das Erste Staatsexamen für das gymnasiale Lehramt ab. Während des Studiums erhielt er Stipendien der Studienstiftung des deutschen Volkes, der Rosa-Luxemburg-Stiftung und der Fulbright-Kommission. Zwischen 2003 und 2013 war Sebastian Voigt am Simon-Dubnow-Institut für jüdische Geschichte und Kultur in Leipzig tätig. 2008 war Voigt Mitbegründer des Bundesarbeitskreises Shalom in der Linksjugend ['solid].

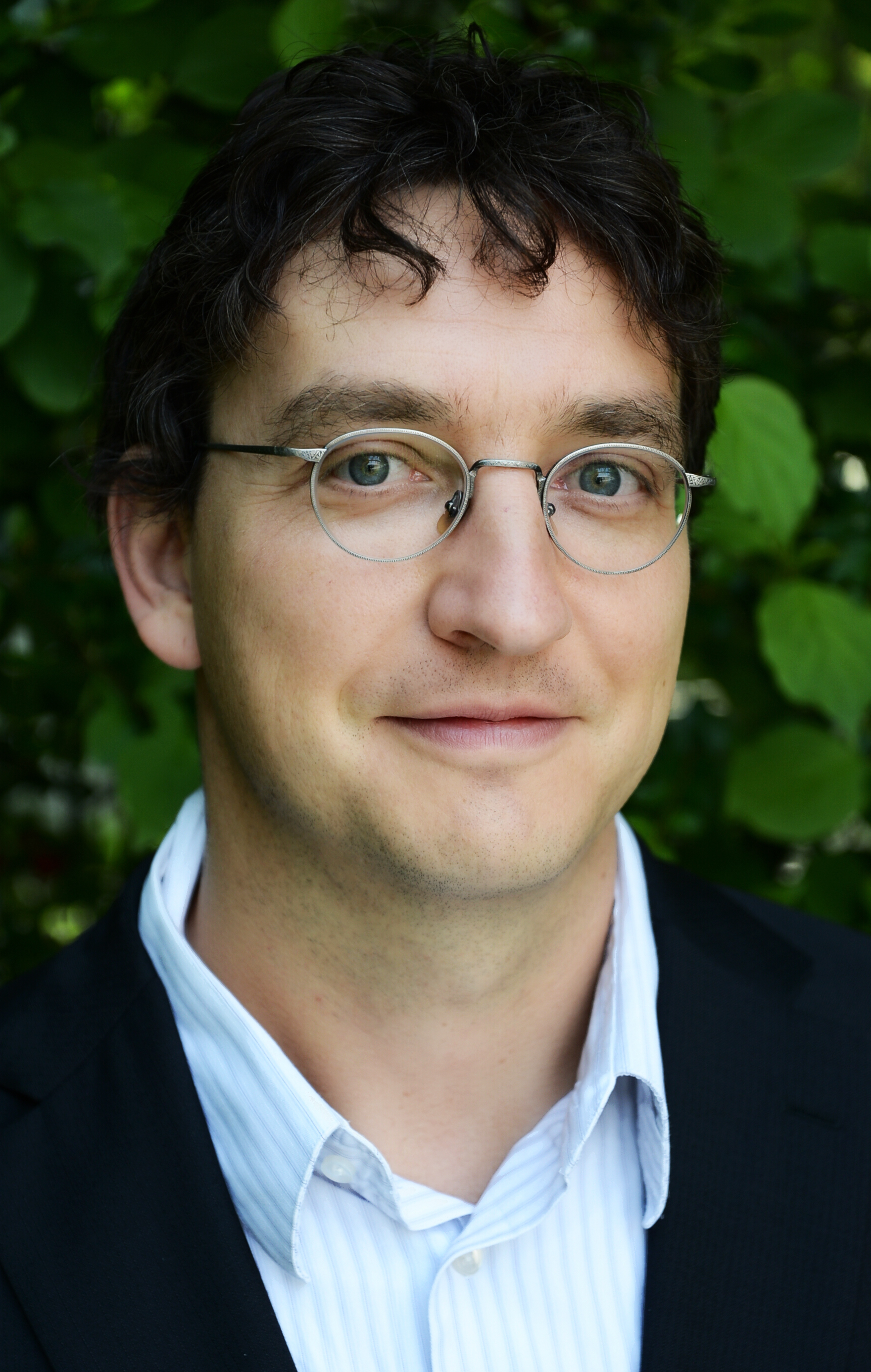
Sebastian Voigt (2013)

2009 erhielt er ein Promotionsstipendium der Hans-Böckler-Stiftung und wurde 2013 mit einer Arbeit über die Gedächtnis- und Familiengeschichte linker jüdischer Aktivisten im Nachkriegsfrankreich an der Universität Leipzig promoviert. Die Publikation erschien 2015 unter dem Titel „Der jüdische Mai '68: Pierre Goldman, Daniel Cohn-Bendit und André Glucksmann im Nachkriegsfrankreich“ und wurde sowohl in der Tagespresse als auch in Fachzeitschriften breit rezipiert.  In einem Interview äußerte sich Daniel Cohn-Bendit positiv zu Voigts Überlegung, dass seine jüdische Herkunft eine Bedeutung in der 68er-Bewegung gehabt habe, auch wenn sie für ihn damals subjektiv keine Rolle spielte. Seit 2013 arbeitet Voigt als Wissenschaftlicher Mitarbeiter am Institut für Zeitgeschichte München – Berlin. Dort koordiniert er das Graduiertenkolleg „Soziale Folgen des Wandels der Arbeit in der zweiten Hälfte des 20. Jahrhunderts“. Voigt ist außerdem Fachredakteur des Rezensionsjournals Sehepunkte und der IfZ-Schriftenreihe Zeitgeschichte im Gespräch. Des Weiteren ist er Redakteur der Zeitschrift Labor: Studies in Working-Class History. Er hat oft als Gutachter fungiert, etwa für Stiftungen wie das Ernst-Ludwig-Ehrlich Studienwerk sowie für Zeitschriften, darunter Francia.
Von 2013 bis 2015 war er Lehrbeauftragter am Lehrstuhl für Zeitgeschichte an der Universität Leipzig.
Seit 2015 ist er Fellow am Institut für soziale Bewegungen
und Lehrbeauftragter an der Ruhr-Universität Bochum. Außerdem ist er Dozent an der Universität der Bundeswehr München.
Voigt hat drei Monographien verfasst, mehrere Bücher herausgegeben und zahlreiche Aufsätze veröffentlicht. Sein letztes Buch über die Geschichte des Judenhasses erhielt große mediale Aufmerksamkeit. So wurde Voigt von zahlreichen Radiostationen dazu interviewt, darunter dem Deutschlandfunk, dem rbb und dem österreichischen Rundfunk. Er ist Mitbegründer und Herausgeber der Reihe „Relationen. Essays zur Gegenwart“, die seit 2014 im Neofelis Verlag erscheint.
Zu seinen Forschungsschwerpunkten gehören die Geschichte der Gewerkschaften und der Arbeiterbewegung, des Antisemitismus, des (Anti)Kommunismus und die Geschichte der Linken. Zuletzt referierte er im Webinar der University of Sussex über das Verhältnis der Linken zum Antisemitismus. Außerdem hat er zahlreiche journalistische Artikel und Kommentare veröffentlicht, darunter in der TAZ, der Jungle World, dem Tagesspiegel und der Jerusalem Post.
Voigt wurde außerdem von großen Medienanstalten zu verschiedenen Themen interviewt, darunter vom Deutschlandfunk zum Tode von André Glucksmann und vom ZDF zu Willy Brandts Regierungserklärung 1969 und dem Zustand der SPD heute.
Er war Mitglied der vom Deutschen Gewerkschaftsbund eingesetzten Kommission „Erinnerungskulturen der sozialen Demokratie“. Seit 2021 ist er im Beirat der Stiftung Reichspräsident Friedrich-Ebert-Gedenkstätte.

## Kontroversen
Einzelne Mitglieder der linken Bundestagsfraktion und Teile ihrer Parteibasis kritisieren die israelische Palästina-Politik heftig.
Sebastian Voigt und der Politologe Samuel Salzborn beschrieben 2011 in einem Aufsatz israelfeindliche und antisemitische Tendenzen in der Partei. Der zuerst in der Frankfurter Rundschau veröffentlichte Aufsatz erschien später etwas überarbeitet in der Zeitschrift für Politik. Der Aufsatz war Anlass einer von CDU/CSU und FDP beantragten Aktuellen Stunde im Bundestag. Einige Mitglieder der Parteiführung beurteilten die beschriebenen Tendenzen kritisch, andere stritten sie ab. In einem ebenfalls in der Zeitschrift für Politik erschienenen Aufsatz kritisierten der Soziologe Peter Ullrich und der Politikwissenschaftler Alban Werner den Beitrag von Voigt und Salzborn als „methodisch mangelhaft“ und „inkonsistent“. Ihnen zufolge seien die Autoren bei der Auseinandersetzung mit dem Forschungsstand selektiv vorgegangen und hätten abweichende Interpretationsmöglichkeiten der Daten nicht hinreichend berücksichtigt.

## Werke (Auswahl)

### Als Autor
- Der Judenhass: Eine Geschichte ohne Ende? S. Hirzel Verlag, Stuttgart 2023, ISBN 978-3-7776-2937-7.
- Der jüdische Mai '68: Pierre Goldman, Daniel Cohn-Bendit und André Glucksmann im Nachkriegsfrankreich. Vandenhoeck & Ruprecht,  Göttingen/Bristol 2015, ISBN 978-3-525-37036-0.
- Die Dialektik von Einheit und Differenz. Über Ursprung und Geltung des Pluralismusprinzips in den Vereinigten Staaten von Amerika (Hochschulschriften). Trafo, Berlin 2007, ISBN 978-3-89626-716-0.

### Als Herausgeber
- Sebastian Voigt, Wiebke Friedrich, Christoph Schwarz (Hrsg.): Gewerkschaften im demokratischen Prozess/Labour Unions in the Democratic Process, Edition der Hans-Böckler-Stiftung, Düsseldorf 2013, ISBN 978-3-86593-177-1.
- Sebastian Voigt, Heinz Sünker (Hrsg.): Arbeiterbewegung – Nation – Globalisierung. Bestandsaufnahmen einer alten Debatte, Velbrück Wissenschaft, Weilerswist 2014, ISBN 978-3-942393-71-3.
- Jewish and Non-Jewish Spaces in the Urban Context; Neofelis Verlag, Berlin 2015; ISBN 978-3-943414-44-8. (englisch)
- Sebastian Voigt, Bernd Heyl, Edgar Weick (Hrsg.): Ernest Jouhy–zur Aktualität eines leidenschaftlichen Pädagogen. Brandes & Apsel, Frankfurt am Main 2017, ISBN 978-3-95558-201-2.
- Sebastian Voigt (Hrsg.): Since the Boom. Continuity and Change in the Western Industrialized World After 1970. University of Toronto Press, Toronto 2021, ISBN        978-1-4875-0783-1. (englisch)